# George Anson, 1:e baron Anson
George Anson, 1:e baron Anson, född 23 april 1697, död 6 juni 1762, var en engelsk sjöofficer.

## Biografi
Efter att ha kämpat i de amerikanska farvattnen mot spanska kapare och sjörövare utsågs Anson 1739 till chef för en liten eskader beordrad till Stilla havet. Han rundade Kap Horn, landsteg i Peru och Chile och gjorde rikt byte, överfor Stilla havet och återvände hem söder om Afrika 1744. En skildring av Ansons världsomsegling utkom 1748. Under de engelsk-franska sjöstriderna på 1740-talet tjänstgjorde Anson som viceamiral och besegrade 1747 vid Kap Finisterre den franska flottan under La Jonquière, blev 1751 förste amiralitetslord, ledde som sådan de sjömilitära operationerna mot Frankrike och Spanien på 1750-talet och utnämndes 1761 till admiral of the fleet.

### Fotnoter
1. ↑  unknown value, Ансон, Джордж, Entsiklopeditjeskij slovar'.[källa från Wikidata]
2. ↑  SNAC, SNAC Ark-ID: w61n8kxv, läs online, läst: 9 oktober 2017.[källa från Wikidata]
3. ↑  Find a Grave, Find A Grave-ID: 87329952, läs online, läst: 9 oktober 2017.[källa från Wikidata]
4. ↑  Bibliothèque nationale de France, BnF Catalogue général : öppen dataplattform, id-nummer i Frankrikes nationalbiblioteks katalog: 122371351, läst: 10 oktober 2015.[källa från Wikidata]
5. ↑  Find a Grave, läs online.[källa från Wikidata]
6. ↑  The Peerage person-ID: p1692.htm#i16918, läst: 7 augusti 2020.[källa från Wikidata]
7. 1 2 3  Kindred Britain, läs online.[källa från Wikidata]
8. 1 2  Darryl Roger Lundy, The Peerage.[källa från Wikidata]
9. ↑  Stockholms Post-Tidningar 16/6 1743: “Med et, ifrån Canton i China til Dunns, sidstledne Lögerdag, ankommit Swenskt Ost-Indiskt Retour-Skiep, Calmar kallad, är en Engelsk Lieutenant medkommen, hwilcken brackt skrifwelse med sig ifrån Commandeuren Anson i Canton, som innehålla, at han dit anländt, med Skieppet Centurion, den 31 nästledne Octobris; at Skieppet Glocester, någre dagar förut, på olyckeligit sätt blifwit upbrändt, samt at han måst låta säncka i grund det tredie med sig hafde Skieppet, i brist af Besättning; ärnandes han, med första därifrån afgående Engelske Fartyg begifwa sig til Europa.”